# Derecho visigodo

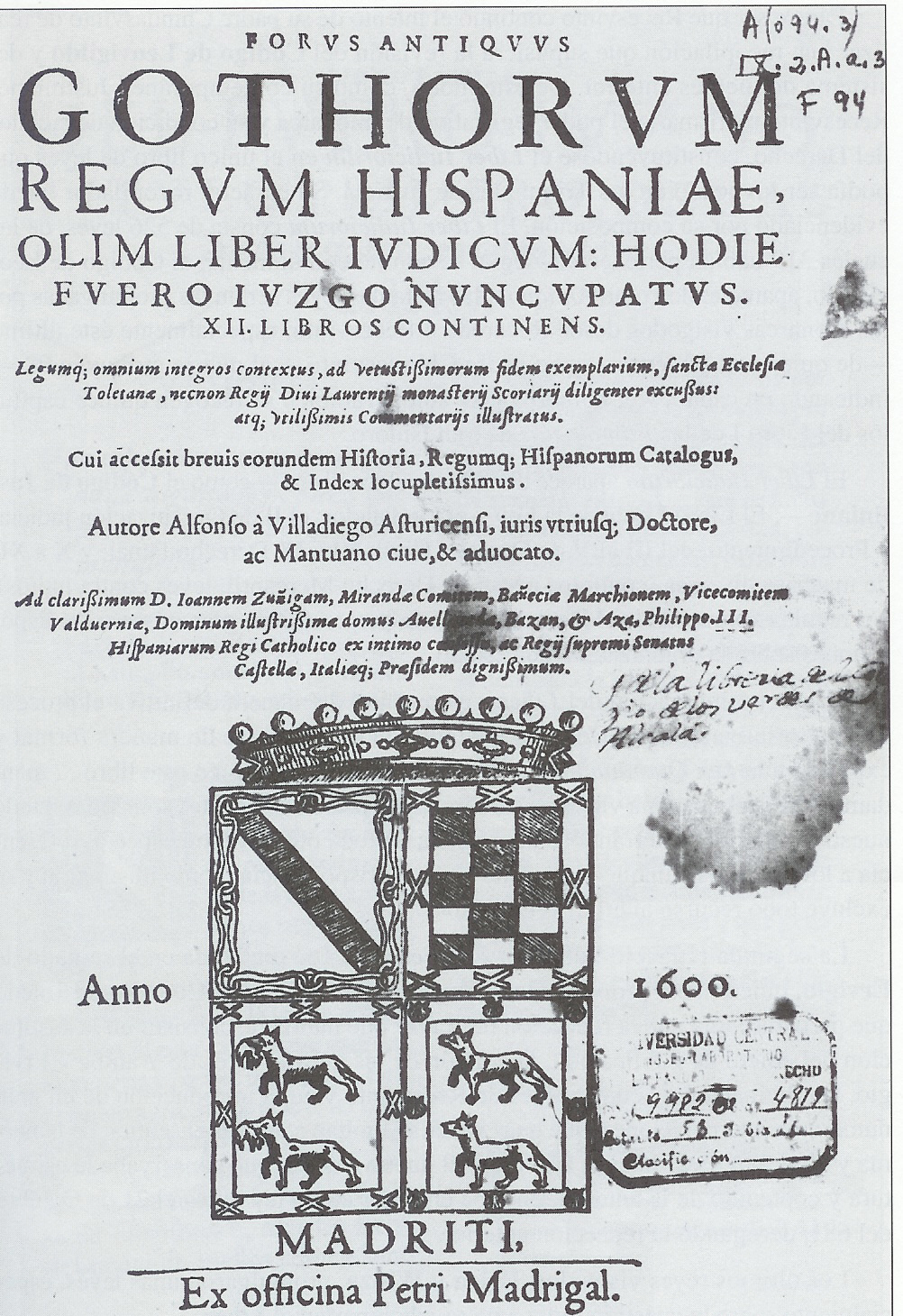
Portada de una edición del Liber Iudiciorum del año 1600

El derecho visigodo hace referencia al conjunto de sucesos jurídicos que se produjeron durante el período de la Historia del Derecho comprendido desde el asentamiento del pueblo visigodo en las Galias hacia el 418 y su posterior emigración y ocupación de la península ibérica en el siglo VI, hasta la invasión musulmana de esta última en el 711.

## Idiosincrasia jurídica
El Derecho visigodo es la vertiente jurídica del Derecho germánico correspondiente a los godos que se asentaron al oeste del río Dniéster, también conocidos como tervingios, vesos o más comúnmente como visigodos.
Su Derecho, como parte del Derecho germánico, compartía con este su esencia consuetudinaria y oral. De esta manera, el Derecho visigodo refleja la mayor parte de los principios que los historiadores del Derecho han establecido para trazar el concepto abstracto de "Derecho germánico".

### Estructura familiar
Uno de los pilares del Derecho visigodo fue la Sippe, colectivo de trascendencia jurídica que englobaba al conjunto de individuos que descienden de un tronco común en línea masculina.
El derecho germánico atribuía a ese conjunto de individuos un carácter de círculo de autodefensa, con un conjunto de derechos y deberes para sus miembros, de manera que la protección penal de sus integrantes quedaba en manos del propio colectivo cerrado de la Sippe. 
Así, cuando el círculo comunitario veía cómo uno de sus miembros era dañado, los restantes quedaban legitimados para acceder a la faida o al wergeld. Además, la pertenencia a una Sippe afectaba al juramento, y obligaba a estar bajo el mundium de aquel que ocupase la posición de jefe dentro de la unidad familiar.

#### Faida
La faida, o venganza de sangre, fue un principio jurídico propio del Derecho germánico. En el supuesto de que se produjera una agresión contra un individuo, todos los miembros pertenecientes a su unidad familiar o Sippe quedaban exentos de culpa en el caso de que a su vez agredieran al agresor.
De esta manera, la faida se asemeja a otras construcciones jurídicas de los pueblos jurídicamente más primitivos. Cabe destacar su semejanza con la Ley del Talión, cuyo principal enunciado era «ojo por ojo, diente por diente».

#### Wergeld
Con el mismo espíritu que la faida, el wergeld suponía una acción que se ponía a disposición de la Sippe  del individuo dañado, de manera que podían exigir una indemnización o compensación económica a la Sippe  a la que perteneciera el agresor.
Pese a que la postura mayoritaria afirma que el wergeld tenía un carácter complementario a la faida, de manera que se podían ejercitar ambas figuras, existen posturas modernas que hablan de un wergeld como una alternativa a la faida, de manera que la Sippe  agredida renunciaba a ejecutar al agresor a cambio de que sus miembros recibieran la indemnización que suponía el wergeld. Se trataría así de un momento de transición en la evolución del Derecho del pueblo germánico, en el que se produce la sustitución del castigo corporal por la indemnización pecuniaria o económica.

#### Fraternidad artificial
La comunidad parental de la Sippe no se reducía exclusivamente a aquellos que proceden de una línea masculina común, sino que podía extenderse a aquellos que fueran ajenos a esa rama familiar pero que se adscribieran a la Sippe mediante la fraternidad artificial.
Para formalizar su inclusión en la comunidad fraternal, dos individuos habían de hermanarse de una manera ceremonial y ritualista, en la que se producía un juramento de hermandad, así como una mezcla simbólica de la sangre del extraño y del miembro de la Sippe.

#### Mundium
Conocido por las fuentes romanizadas como mundium, era el equivalente germánico al pater familias latino, es decir, a la potestad jurídicamente atribuida al cabeza de familia sobre el círculo de miembros que la integran. El mundium, en particular, se atribuía al jefe de la Sippe sobre todos sus componentes, otorgándole un poder que iba mucho más lejos que la simple patria potestad del Derecho romano, tanto en la potestad concedida, como en el grado de intervención tuitiva sobre el colectivo bajo su mundium.

### Estructura social
La condición de la persona podía corresponderse con la de hombres libres, semilibres o siervos, que podían ser manumitidos, accediendo normalmente al grado de semilibre, y en excepcionales ocasiones, al grado de hombre libre. La clase social tenía gran importancia a la hora de determinar el wergeld, de manera que el semilibre valía la mitad que el hombre libre.

#### Aristocracia
En el supuesto particular de los visigodos, el estrato social superior correspondería a la fusión de los senatores territoriales de la antigua Hispania romana, con los seniores y magnates godos.
Se cree que el origen de la nobleza visigoda ha de situarse en el comitatus, comitiva o séquito adscrita a un caudillo de gran poder e influencia, que estaba compuesta por hombres libres que prestaban determinados servicios a su señor, a cambio de mantenimiento y auxilio por parte de este. Quizás, uno de los linajes más importantes de la nobleza visigótica fue la familia de los Balthos, de la que saldrían numerosos monarcas del Reino visigodo.
La situación jurídica de la nobleza siempre se ha considerado como privilegiado con respecto al resto de clases sociales. No obstante, Torres López en un comienzo, y sobre todo, King, terminarían por demostrar el carácter antiaristocrático de la legislación visigoda.

#### Hombres libres
La clase social más abundante en la sociedad visigoda correspondía a la del hombre libre, quien tendría una situación jurídica intermedia entre la nobleza y la servidumbre.
Formalmente, el principio reinante habría de ser el igualitarismo, de cara al mundo del Derecho. No obstante, este principio tendrá un carácter meramente formal, puesto que las diferencias materiales entre hombres libres eran extremas, dependiendo de su dependencia económica y social de los potentes y seniores. De esta manera, dentro de los hombres libres, se suelen distinguir las siguientes fuerzas sociales:
- Privates: Población urbana compuesta por comerciantes y artesanos. Se agrupaban en los denominados collegia, que aglutinaban y cohesionaban a los individuos en función de su oficio y dedicación. Los privates tenían una serie de restricciones leves en cuanto a la libertad para enajenar sus bienes.

- Curiales: Grupo urbano, procedente de las antiguas curias municipales hispanorromanas. Tenían un carácter eminentemente cerrado y en vías de desaparición, debido a su origen hereditario. Al igual que los privates, no poseían libertad plena para la enajenación de bienes.

- Possessores: Colectivo rural de pequeños propietarios de tierra, cuyo origen ha de situarse mayoritariamente en la población hispanorromana previa al asentamiento visigodo. Por otro lado, muchos de entre los possessores tenían sus raíces en los labradores visigodos que accedieron a la propiedad de la tierra mediante los sistemas de reparto de fundos. Habían de entregar el impuesto territorial, además de soportar algunas cargas (como permitir a la posta oficial el uso de los caballos). Por otro lado, la enajenación de sus bienes inmuebles sólo era posible si el receptor de tales bienes no estaba exento de cargas fiscales. Cabe añadir que su independencia económica estaba más comprometida que la de las clases urbanas, produciéndose multitud de abusos por parte de los nobles y potentes.

- Iuniores: Numeroso conjunto de hombres libres del ámbito rural de la Hispania visigoda que labran la tierra perteneciente a la aristocracia terrateniente o seniores. Los iuniores solían adquirir unas condiciones jurídicas especiales, pudiendo llegar a quedar adscritos a la tierra que cultivaban. Este sistema de explotación económica, y estructuración social es llamado «encomendación» por las fuentes historiográficas, de manera que se afirma que ciertos hombres libres podían caer en la órbita de poder de la aristocracia, pasando a ser «encomendados» o «patrocinados».

#### Siervos
Finalmente, el estrato social más bajo era el que correspondía a los siervos, es decir, aquellos que por nacimiento, captura bélica, insolvencia en las deudas u otras causas, sufrían la esclavitud. Las fuentes se refieren a ellos como ancillae, servi o mancipia.
Dentro de la categoría de siervos, había distintos grados, de manera que los siervos idóneos (servi idonei), dedicados a oficios palatinos y administrativos, recibían mejor trato que los siervos inferiores (servi inferiores), dedicados normalmente a las tareas más duras del mundo rural. En un punto intermedio se encontrarían los siervos eclesiásticos, es decir, los siervos de la Iglesia que trabajaban en sus campos, y que en bastantes ocasiones, obtenían una manumisión relativa, pasando a ser libertos sub osequium ecclesiae.
Cabe destacar que el grado al que perteneciese el siervo no sólo implicaba un mejor o peor nivel de vida, sino también, una condición jurídica distinta. Así, por ejemplo, los siervos del rey o idóneos podían dar testimonio en juicio como si fueran hombres libres, o incluso podían llegar a ser propietarios, a su vez, más esclavos.
Hay que señalar que un problema frecuente en la España visigoda fueron las abundantes fugas de esclavos, algo que provocó una reacción legislativa que buscaba una solución basándose en la sanción y el castigo severo, apareciendo multitud de preceptos punitivos de la más diversa naturaleza.

### Edicto de Teodorico

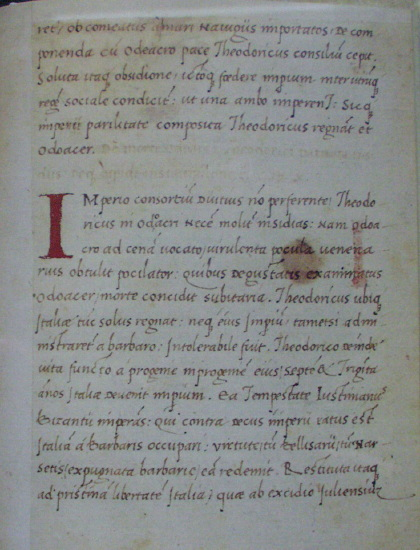
Página del Edictum Theodorici regis

### Código de Recesvinto

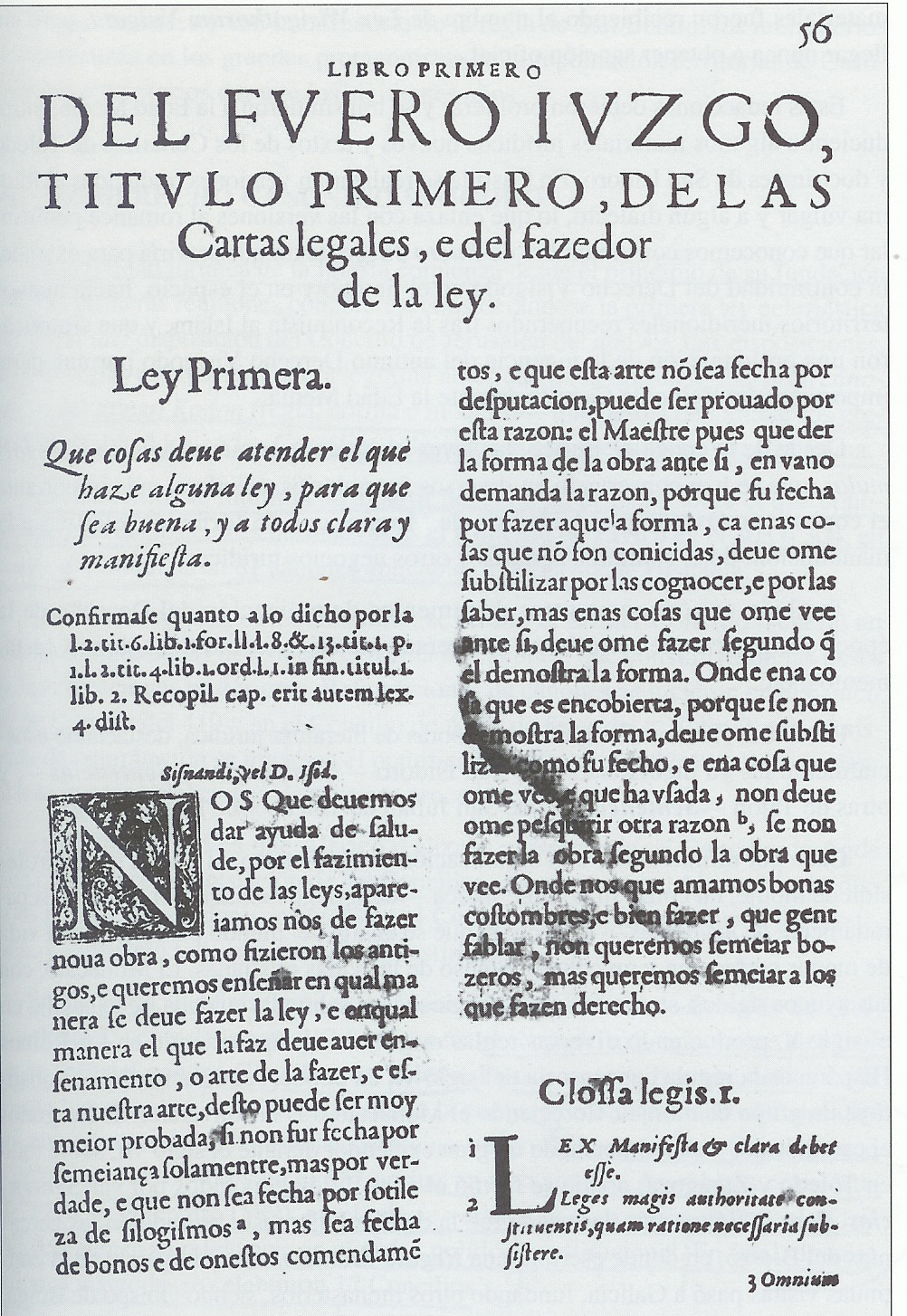
Página de una edición del Liber Iudiciorum del año 1600